# Stephanie Enright
Stephanie Marie Enright Nieves (San Juan, 15 dicembre 1990) è una pallavolista portoricana, schiacciatrice delle Criollas de Caguas.

## Carriera

### Club
La carriera professionistica di Stephanie Enright inizia tra le file delle Criollas de Caguas, debuttandovi in occasione della Liga de Voleibol Superior Femenino 2009. Nella stagione 2010 viene premiata come rising star del campionato. Nella stagione 2011 vince la Liga de Voleibol Superior Femenino e viene nuovamente premiata come rising star, ma soprattutto riceve il premio come Most Valuable Player delle finali.
La stagione 2012-13 viene ingaggiata per la prima volta all'estero, dalle Toray Arrows nella V.Premier League giapponese. Al termine dell'esperienza in Giappone ritorna a giocare per le Criollas de Caguas nel campionato 2014, vincendo nuovamente lo scudetto. Nel campionato seguente vince ancora una volta lo scudetto con le Criollas de Caguas.
Nella stagione 2015-16 lascia nuovamente Porto Rico per approdare nella Superliqa azera, dove difende i colori dell'Azərreyl; tuttavia resta legata al club solo per pochi mesi, ritornando in patria per la Liga de Voleibol Superior Femenino 2016, vincendo ancora una volta lo scudetto con la sua franchigia e venendo premiata come MVP delle finali.
Nella stagione 2016-17 si trasferisce in Italia, prendendo parte alla Serie A1 col San Casciano; conclusi gli impegni col club, fa ritorno, come di consueto, alle Criollas de Caguas per le finali scudetto della Liga de Voleibol Superior Femenino 2017, vincendo il quinto titolo portoricano della sua carriera. Nella stagione seguente è ancora nella Serie A1 italiana, giocando questa volta per l'AGIL di Novara, con cui conquista la Supercoppa italiana, venendo premiata anche come MVP, e la Coppa Italia.
Nel campionato 2018-19 approda nella Sultanlar Ligi turca con il neopromosso Türk Hava Yolları, tornando nella massima divisione italiana già nel campionato seguente, questa volta difendendo i colori del Chieri '76. Nell'annata 2020-21 si trasferisce al Bergamo, sempre in serie A1; al termine degli impegni con le orobiche partecipa alla Liga de Voleibol Superior Femenino 2021, conquistando il suo sesto scudetto personale con le Criollas de Caguas, prima di fare ritorno al club di Bergamo nell'annata seguente: nel dicembre 2021, però, si trasferisce all'Adam, nel campionato cadetto turco per il resto dell'annata.
È nuovamente di scena in patria per la Liga de Voleibol Superior Femenino 2022, indossando ancora la casacca delle Criollas de Caguas, trasferendosi quindi in Francia per la stagione 2023-24, dove partecipa alla Ligue A con il Levallois Paris, vincendo lo scudetto. Rientrata in forza alle Criollas de Caguas per la Liga de Voleibol Superior Femenino 2025, si aggiudica per la settima volta il titolo nazionale.

### Nazionale
Nel 2009 viene convocata per la prima volta in nazionale, classificandosi al secondo posto al campionato nordamericano, mentre un anno dopo è finalista ai XXI Giochi centramericani e caraibici.
In seguito si aggiudica la medaglia di bronzo al campionato nordamericano 2013, bissata nel 2015, quella d'argento ai XXII Giochi centramericani e caraibici, il bronzo alla NORCECA Champions Cup 2015 e un altro argento alla Coppa panamericana 2016. 
Conquista nuovamente una medaglia al campionato nordamericano 2021, dove si aggiudica ancora l'argento, seguito dal bronzo alla Volleyball Challenger Cup 2022 e alla NORCECA Final Six 2022.

## Palmarès

### Club
- Campionato portoricano: 7

2011, 2014, 2015, 2016, 2017, 2021, 2025
- Campionato francese: 1

2023-24
- Coppa Italia: 1

2017-18
- Supercoppa italiana: 1

2017

### Nazionale (competizioni minori)
- Giochi centramericani e caraibici 2010
- Giochi centramericani e caraibici 2014
- NORCECA Champions Cup 2015
- Coppa panamericana 2016
- Volleyball Challenger Cup 2022
- NORCECA Final Six 2022

### Premi individuali
- 2010 - Liga de Voleibol Superior Femenino: Rising star
- 2011 - Liga de Voleibol Superior Femenino: Rising star
- 2011 - Liga de Voleibol Superior Femenino: MVP delle finali
- 2016 - Liga de Voleibol Superior Femenino: MVP delle finali
- 2016 - Qualificazioni ai Giochi della XXXI Olimpiade: Miglior schiacciatrice
- 2017 - Supercoppa italiana: MVP
- 2019 - Qualificazioni alla Volleyball Challenger Cup: Miglior difesa